# NXT Stand & Deliver 2022
NXT Stand & Delive (2022) is de aankomende 2e professioneel worstel-pay-per-view (PPV) en WWE Network evenement van Stand & Deliver dat georganiseerd wordt door WWE voor hun NXT brand. Het evenement staat gepland voor 2 april 2022 in het American Airlines Center in Dallas, Texas.
Het evenement wordt op dezelfde dag van WrestleMania 38. Dit wordt het eerste evenement van NXT dat buiten Florida gehouden wordt sinds de start van het coronapandemie in maart 2020.

## Matches
| Nr. | Match                                                 | Winnaar(s) | Opmerkingen                                 | Bron  |
| --- | ----------------------------------------------------- | ---------- | ------------------------------------------- | ----- |
| 1   | Bron Breakker (c) vs. Dolph Ziggler of Tommaso Ciampa |            | Een-op-een match voor het NXT Championship. | [ 1 ] |